# MSC Cruises
Die MSC Cruises S.A. ist die Kreuzfahrtgesellschaft der schweizerischen Mediterranean Shipping Company (MSC) mit Sitz in Genf. Sie ist eine der weltweit größten Kreuzfahrtreedereien.
Der deutsche Markt wird von der Tochtergesellschaft MSC Kreuzfahrten GmbH mit Sitz in München betreut. Diese fungiert als Veranstalter und ist eine Niederlassung der MSC Cruises S.A., welche die Kreuzfahrten organisiert und durchführt. Die amerikanische Niederlassung, MSC Cruises USA, hat ihren Sitz in Fort Lauderdale, Florida.

## Geschichte
Die Ursprünge der Reederei liegen in den späten 1960er Jahren mit der Gründung der Lauro Linien durch Achille Lauro. Diese betrieb die beiden Schiffe Angelina Lauro und Achille Lauro, die später beide durch Brände verloren gingen. 1987 übernahm die Mediterranean Shipping Company (MSC) die insolvente Flotta Lauro und benannte sie in StarLauro Cruises um. 1995 erfolgte die Umbenennung in MSC Crociere (international Mediterranean Shipping Cruises) und später verkürzt zu MSC Cruises.
Die Muttergesellschaft MSC wurde 1970 vom italienischen Kapitän Gianluigi Aponte gegründet, dessen Familie bis heute Eigentümerin ist. Seit September 2013 ist Gianni Onorato CEO von MSC Cruises. Pierfrancesco Vago, der diese Position zuvor innehatte, fungiert seither als Verwaltungsratspräsident (Executive Chairman) und leitet das Unternehmen strategisch an der Seite von Onorato.
Zunächst betrieb MSC Cruises ältere, gebraucht erworbene Kreuzfahrtschiffe. Ab 2003 begann ein umfassendes Flottenausbauprogramm: Als erster Neubau wurde die MSC Lirica (59.058 BRZ) in Dienst gestellt. 2004 folgten das Schwesterschiff MSC Opera sowie die Übernahme der Schiffe European Vision und European Stars (je 58.625 BRZ) der insolventen Reederei Festival Crociere, die als MSC Armonia und MSC Sinfonia in die Flotte integriert wurden.
MSC Cruises verzeichnete ein starkes Wachstum und bestellte weitere Neubauten. 2006 wurde die MSC Musica (damals ca. 90.000 BRZ) eingeführt, gefolgt von den Schwesterschiffen MSC Orchestra (2007) und MSC Poesia (2008). Mit der MSC Fantasia (ca. 138.000 BRZ) wurde im Dezember 2008 das bis dahin größte Schiff für eine europäische Reederei in Dienst gestellt; die baugleiche MSC Splendida folgte im Juli 2009. Im Mai 2012 wurde die Flotte um die MSC Divina erweitert. Diese drei Schiffe der Fantasia-Klasse verfügten erstmals über den „MSC Yacht Club“, einen exklusiven Schiff-im-Schiff-Bereich. Im März 2010 kam die MSC Magnifica, das vierte Schiff der Musica-Klasse, hinzu. Alle diese Schiffe wurden bei Chantiers de l’Atlantique (früher Aker Yards/STX France) in Saint-Nazaire, Frankreich, gebaut.
Im März 2013 wurde die MSC Preziosa, ein weiteres Schiff der Fantasia-Klasse, abgeliefert. Ursprünglich war dieses Schiff von der libyschen Staatsreederei GNMTC als Phoenicia bestellt worden, wurde aber nach dem Ausbruch des Bürgerkriegs in Libyen von MSC Cruises übernommen.
Von 2014 bis Ende 2015 wurden die vier Schiffe der Lirica-Klasse im Rahmen des „Renaissance-Programms“ bei Fincantieri in Italien um 24 Meter verlängert und umfassend modernisiert.
Im März 2014 bestellte MSC Cruises zwei Schiffe einer neuen Generation (Projekt „Vista“) bei STX France für die Ablieferung 2017 und 2019, mit Optionen für zwei weitere. Das erste Schiff dieser Meraviglia-Klasse, die MSC Meraviglia, wurde im Mai 2017 in Dienst gestellt, gefolgt von der MSC Bellissima im März 2019.
Im Mai 2014 wurden zudem zwei Schiffe der Seaside-Klasse bei Fincantieri bestellt, mit einer Option auf ein drittes. Diese Schiffe mit rund 154.000 BRZ sollten ein innovatives Design mit einer breiten Außenpromenade aufweisen. Die MSC Seaside wurde im November 2017 abgeliefert, das Schwesterschiff MSC Seaview im Juni 2018.
Im Februar 2016 wurden die beiden Optionen für die Meraviglia-Klasse eingelöst und als verbesserte Meraviglia-Plus-Klasse bestellt. Diese Schiffe sind größer (ca. 181.000 BRZ) und bieten mehr Kapazität. Das erste Schiff, die MSC Grandiosa, wurde im Oktober 2019 übergeben. Das zweite, die MSC Virtuosa, folgte im Februar 2021.
Bei der Ablieferung der MSC Seaside im November 2017 wurden zwei weitere Schiffe der weiterentwickelten Seaside-EVO-Klasse bei Fincantieri bestellt. Diese sind mit rund 170.000 BRZ und 339 Metern Länge nochmals größer als die ursprüngliche Seaside-Klasse. Das erste Schiff, die MSC Seashore, wurde im Juli 2021 abgeliefert, die MSC Seascape folgte im November 2022.
Im April 2016 gab MSC Cruises die Bestellung von bis zu vier Schiffen der World-Klasse bei Chantiers de l’Atlantique bekannt. Diese Schiffe mit über 200.000 BRZ werden mit Flüssigerdgas (LNG) betrieben. Das erste Schiff, die MSC World Europa (215.863 BRZ), wurde im Oktober 2022 abgeliefert. Sie ist das erste LNG-Schiff der Flotte und war bei ihrer Indienststellung eines der größten Kreuzfahrtschiffe der Welt. Sie verfügt zudem über eine Festoxid-Brennstoffzellen-Demonstrationsanlage (SOFC) zur Stromerzeugung. Nach einem Einsatz als Hotelschiff während der Fußball-Weltmeisterschaft 2022 in Doha startete sie am 20. Dezember 2022 ihre erste kommerzielle Kreuzfahrt. Das zweite Schiff, die MSC World America, wurde im Oktober 2024 auf Kiel gelegt und soll im Frühjahr 2025 abgeliefert werden. Zwei weitere Schiffe der World-Klasse, die MSC World Asia und die MSC World Atlantic, sind für 2026 und 2027 geplant; im Mai 2025 wurden weitere zwei Schiffe mit Ablieferung 2029 und 2030 bestellt.
Im Juni 2018 wurde ein fünftes Schiff der Meraviglia-Generation bestellt, das jedoch als erstes dieser Baureihe ebenfalls mit LNG angetrieben wird. Dieses Schiff, die MSC Euribia (184.011 BRZ), wurde im Mai 2023 abgeliefert.
Im Oktober 2018 kündigte MSC den Einstieg in das Luxuskreuzfahrtsegment mit einer neuen Marke und der Bestellung von vier kleineren Luxusschiffen bei Fincantieri an, mit Optionen für zwei weitere. Diese Schiffe mit jeweils ca. 64.000 BRZ und rund 460 Suiten werden unter der Marke Explora Journeys betrieben. Das erste Schiff, die Explora I, wurde im Juli 2023 in Dienst gestellt. Die Explora II folgte im September 2024. Zwei weitere, größere Schwesterschiffe (Explora III und IV, ca. 70.000 BRZ, LNG-Antrieb) sollen 2026 und 2027 folgen. Darüber hinaus wurden 2022 zwei nochmals größere Schiffe (Explora V und VI) bestellt, die mit LNG und zusätzlich mit Wasserstoff betrieben werden sollen und für 2028 bzw. 2029 geplant sind.
Die geplante Verlängerung und Modernisierung der MSC Magnifica bei Fincantieri im Jahr 2021 wurde aufgrund der COVID-19-Pandemie verschoben und später offenbar nicht in der ursprünglich geplanten Form umgesetzt.
Seit Mitte 2024 ist auf der gesamten Flotte von MSC Cruises Internetzugang über das Satellitennetzwerk Starlink verfügbar.

## Aktuelle Flotte von MSC Cruises
Stand: Mai 2025
| Name                                                  | Bild                                                  | BRZ                                                   | Länge [m]                                             | Breite [m]                                            | Höhe [m]                                              | Decks (P.-Decks)                                      | Kabinen                                               | Passagiere (max.)                                     | Besatzung                                             | Baujahr (MSC-Dienst) Umbau/Modernisierung             | Bauwerft                                              | Bauwerft                                              |
| Lirica-Klasse (durch Renaissance-Programm verlängert) | Lirica-Klasse (durch Renaissance-Programm verlängert) | Lirica-Klasse (durch Renaissance-Programm verlängert) | Lirica-Klasse (durch Renaissance-Programm verlängert) | Lirica-Klasse (durch Renaissance-Programm verlängert) | Lirica-Klasse (durch Renaissance-Programm verlängert) | Lirica-Klasse (durch Renaissance-Programm verlängert) | Lirica-Klasse (durch Renaissance-Programm verlängert) | Lirica-Klasse (durch Renaissance-Programm verlängert) | Lirica-Klasse (durch Renaissance-Programm verlängert) | Lirica-Klasse (durch Renaissance-Programm verlängert) | Lirica-Klasse (durch Renaissance-Programm verlängert) | Lirica-Klasse (durch Renaissance-Programm verlängert) |
| ----------------------------------------------------- | ----------------------------------------------------- | ----------------------------------------------------- | ----------------------------------------------------- | ----------------------------------------------------- | ----------------------------------------------------- | ----------------------------------------------------- | ----------------------------------------------------- | ----------------------------------------------------- | ----------------------------------------------------- | ----------------------------------------------------- | ----------------------------------------------------- | ----------------------------------------------------- |
| MSC Armonia                                           |                                                       | 65.542                                                | 274,9                                                 | 28,8                                                  | 54                                                    | 13 (9)                                                | 976                                                   | 2.679                                                 | ca. 721                                               | 2001 (2004) 2014 verlängert                           | Chantiers de l’Atlantique (Saint-Nazaire)             |                                                       |
| MSC Sinfonia                                          |                                                       | 65.542                                                | 274,9                                                 | 28,8                                                  | 54                                                    | 13 (9)                                                | 980                                                   | 2.679                                                 | ca. 721                                               | 2002 (2005) 2015 verlängert                           | Chantiers de l’Atlantique (Saint-Nazaire)             |                                                       |
| MSC Lirica                                            |                                                       | 65.591                                                | 274,9                                                 | 28,8                                                  | 54                                                    | 13 (9)                                                | 992                                                   | 2.679                                                 | ca. 721                                               | 2003 2015 verlängert                                  | Chantiers de l’Atlantique (Saint-Nazaire)             |                                                       |
| MSC Opera                                             |                                                       | 65.591                                                | 274,9                                                 | 28,8                                                  | 54                                                    | 13 (9)                                                | 1.075                                                 | 2.679                                                 | ca. 728                                               | 2004 2015 verlängert                                  | Chantiers de l’Atlantique (Saint-Nazaire)             |                                                       |
| Musica-Klasse                                         |                                                       |                                                       |                                                       |                                                       |                                                       |                                                       |                                                       |                                                       |                                                       |                                                       |                                                       |                                                       |
| MSC Musica                                            |                                                       | 92.409                                                | 293,80                                                | 32,20                                                 | 59,64                                                 | 16 (13)                                               | 1.275                                                 | 3.223                                                 | ca. 1.014                                             | 2006                                                  | Aker Yards (Saint-Nazaire)                            |                                                       |
| MSC Orchestra                                         |                                                       | 92.409                                                | 293,80                                                | 32,20                                                 | 59,64                                                 | 16 (13)                                               | 1.275                                                 | 3.223                                                 | ca. 1.054                                             | 2007                                                  | Aker Yards (Saint-Nazaire)                            |                                                       |
| MSC Poesia                                            |                                                       | 92.627                                                | 293,80                                                | 32,20                                                 | 59,64                                                 | 16 (13)                                               | 1.275                                                 | 3.223                                                 | ca. 1.039                                             | 2008                                                  | Aker Yards (Saint-Nazaire)                            |                                                       |
| MSC Magnifica                                         |                                                       | 95.128                                                | 293,80                                                | 32,20                                                 | 59,64                                                 | 16 (13)                                               | 1.259                                                 | 3.223                                                 | ca. 1.038                                             | 2010                                                  | STX France (Saint-Nazaire)                            |                                                       |
| Fantasia-Klasse                                       |                                                       |                                                       |                                                       |                                                       |                                                       |                                                       |                                                       |                                                       |                                                       |                                                       |                                                       |                                                       |
| MSC Fantasia                                          |                                                       | 137.936                                               | 333,30                                                | 37,92                                                 | 67,69                                                 | 18 (14)                                               | 1.637                                                 | 4.363                                                 | ca. 1.370                                             | 2008                                                  | Aker Yards (Saint-Nazaire)                            |                                                       |
| MSC Splendida                                         |                                                       | 137.936                                               | 333,30                                                | 37,92                                                 | 66,80                                                 | 18 (14)                                               | 1.637                                                 | 4.363                                                 | ca. 1.370                                             | 2009                                                  | Aker Yards (Saint-Nazaire)                            |                                                       |
| MSC Divina                                            |                                                       | 139.072                                               | 333,30                                                | 37,92                                                 | 67,69                                                 | 18 (14)                                               | 1.751                                                 | 4.345                                                 | ca. 1.388                                             | 2012                                                  | STX France (Saint-Nazaire)                            |                                                       |
| MSC Preziosa                                          |                                                       | 139.072                                               | 333,30                                                | 37,92                                                 | 67,69                                                 | 18 (14)                                               | 1.751                                                 | 4.345                                                 | 1.388                                                 | 2013                                                  | STX France (Saint-Nazaire)                            |                                                       |
| Seaside-Klasse                                        |                                                       |                                                       |                                                       |                                                       |                                                       |                                                       |                                                       |                                                       |                                                       |                                                       |                                                       |                                                       |
| MSC Seaside                                           |                                                       | 153.516                                               | 323                                                   | 41                                                    | 74,8                                                  | 19 (15)                                               | 2.017                                                 | 5.429                                                 | ca. 1.413                                             | 2017                                                  | Fincantieri (Monfalcone)                              |                                                       |
| MSC Seaview                                           |                                                       | 153.516                                               | 323                                                   | 41                                                    | 74,8                                                  | 19 (15)                                               | 2.066                                                 | 5.429                                                 | ca. 1.413                                             | 2018                                                  | Fincantieri (Monfalcone)                              |                                                       |
| Meraviglia-Klasse                                     |                                                       |                                                       |                                                       |                                                       |                                                       |                                                       |                                                       |                                                       |                                                       |                                                       |                                                       |                                                       |
| MSC Meraviglia                                        |                                                       | 171.598                                               | 315,83                                                | 43                                                    | 65                                                    | 19 (15)                                               | 2.214                                                 | 5.714                                                 | ca. 1.536                                             | 2017                                                  | STX France (Saint-Nazaire)                            |                                                       |
| MSC Bellissima                                        |                                                       | 171.598                                               | 315,83                                                | 43                                                    | 65                                                    | 19 (15)                                               | 2.217                                                 | 5.686                                                 | ca. 1.536                                             | 2019                                                  | STX France (Saint-Nazaire)                            |                                                       |
| Meraviglia-Plus-Klasse                                |                                                       |                                                       |                                                       |                                                       |                                                       |                                                       |                                                       |                                                       |                                                       |                                                       |                                                       |                                                       |
| MSC Grandiosa                                         |                                                       | 181.541                                               | 331,43                                                | 43                                                    | 67                                                    | 19 (15)                                               | 2.421                                                 | 6.334                                                 | ca. 1.704                                             | 2019                                                  | Chantiers de l’Atlantique (Saint-Nazaire)             |                                                       |
| MSC Virtuosa                                          |                                                       | 181.541                                               | 331,43                                                | 43                                                    | 67                                                    | 19 (15)                                               | 2.421                                                 | 6.334                                                 | ca. 1.704                                             | 2021                                                  | Chantiers de l’Atlantique (Saint-Nazaire)             |                                                       |
| MSC Euribia                                           | MSC Euribia - 3 juin 2023 - Saint-Nazaire, France     | 184.011                                               | 331                                                   | 43                                                    | 65                                                    | 19 (15)                                               | 2.419                                                 | 6.327                                                 | ca. 1.711                                             | 2023                                                  | Chantiers de l’Atlantique (Saint-Nazaire)             |                                                       |
| Seaside-EVO-Klasse                                    |                                                       |                                                       |                                                       |                                                       |                                                       |                                                       |                                                       |                                                       |                                                       |                                                       |                                                       |                                                       |
| MSC Seashore                                          |                                                       | 170.412                                               | 339                                                   | 41                                                    | 74,8                                                  | 20 (16)                                               | 2.270                                                 | 5.877                                                 | ca. 1.648                                             | 2021                                                  | Fincantieri (Monfalcone)                              |                                                       |
| MSC Seascape                                          |                                                       | 170.412                                               | 339                                                   | 41                                                    | 74,8                                                  | 20 (16)                                               | 2.270                                                 | 5.877                                                 | ca. 1.648                                             | 2022                                                  | Fincantieri (Monfalcone)                              |                                                       |
| World-Klasse                                          |                                                       |                                                       |                                                       |                                                       |                                                       |                                                       |                                                       |                                                       |                                                       |                                                       |                                                       |                                                       |
| MSC World Europa                                      |                                                       | 215.863                                               | 333,3                                                 | 47                                                    | 68                                                    | 22 (16)                                               | 2.626                                                 | 6.762                                                 | ca. 2.138                                             | 2022                                                  | Chantiers de l’Atlantique (Saint-Nazaire)             |                                                       |
| MSC World America                                     |                                                       | 215.863                                               | 333,3                                                 | 47                                                    | 68                                                    | 22 (16)                                               | 2.614                                                 | 6.762                                                 | ca. 2.138                                             | 2025                                                  | Chantiers de l’Atlantique (Saint-Nazaire)             |                                                       |

| Flüggiggasantrieb |

## Aktuelle Flotte von Explora Journeys
Stand: Mai 2025 (Luxusmarke der MSC Group)
| Name           | Bild           | BRZ            | Länge [m]      | Breite [m]     | Höhe [m]       | Decks (P.-Decks) | Suiten         | Passagiere (max.) | Besatzung      | Baujahr (Dienst) | Bauwerft                 |
| Explora-Klasse | Explora-Klasse | Explora-Klasse | Explora-Klasse | Explora-Klasse | Explora-Klasse | Explora-Klasse   | Explora-Klasse | Explora-Klasse    | Explora-Klasse | Explora-Klasse   | Explora-Klasse           |
| -------------- | -------------- | -------------- | -------------- | -------------- | -------------- | ---------------- | -------------- | ----------------- | -------------- | ---------------- | ------------------------ |
| Explora I      |                | 63.900         | 248            | 32             | 56             | 14 (11)          | 461            | 922               | ca. 640        | 2023 (Juli 2023) | Fincantieri (Monfalcone) |
| Explora II     |                | 63.900         | 248            | 32             | 56             | 14 (11)          | 461            | 922               | ca. 640        | 2024 (Sep. 2024) | Fincantieri (Monfalcone) |

## Zukünftige Schiffe
Folgende Schiffe sind mit bisher bekannten Angaben bestellt oder im Bau (Stand: Mai 2025):
| Name               | Geplante Ablieferung | Bauwerft | Klasse/Typ                 | Antrieb           | BRZ (ca.) | Kabinen/ Suiten | Passagiere (ca. max.) | Status / Anmerkungen                   |
| ------------------ | -------------------- | --- | -------------------------- | ----------------- | --------- | --------------- | --------------------- | -------------------------------------- |
| MSC World Asia     | 2026                 | Chantiers de l’Atlantique                                                                                             | World-Klasse               | LNG               | 215.863   | 2.633           | 6.850                 | im Bau                                 |
| Explora III        | Sommer 2026          | Fincantieri (Sestri Ponente)                                                                                          | Explora-Klasse (erweitert) | LNG               | 70.000    | 461             | 922                   | im Bau                                 |
| Explora IV         | Frühjahr 2027        | Fincantieri (Sestri Ponente und ?) \|\| Explora-Klasse (erweitert) \|\| LNG \|\| 70.000 \|\| 461 \|\| 922 \|\| im Bau |                            |                   |           |                 |                       |                                        |
| MSC World Atlantic | 2027                 | Chantiers de l’Atlantique                                                                                             | World-Klasse               | LNG               | 215.863   | 2.633           | 6.850                 | im Bau                                 |
| Explora V          | 2028                 | Fincantieri | Explora-Klasse (erweitert) | LNG / Wasserstoff | 70.000+   | 461             | 922                   | bestellt (Wasserstoff-Antrieb geplant) |
| Explora VI         | 2029 (oder später)   | Fincantieri | Explora-Klasse (erweitert) | LNG / Wasserstoff | 70.000+   | 461             | 922                   | bestellt (Wasserstoff-Antrieb geplant) |
|                    | 2029                 | Chantiers de l’Atlantique                                                                                             | World-Klasse               | LNG               |           |                 |                       | bestellt                               |
|                    | 2030                 | Chantiers de l’Atlantique                                                                                             | World-Klasse               | LNG               |           |                 |                       | bestellt                               |

+ BRZ für Explora V & VI könnte aufgrund der Wasserstofftechnologie höher ausfallen.
sind das jetzt 6 oder 8? 

## Ehemalige Schiffe
| Name                                          | Bild | Vermessung (BRZ/BRT) | Kabinen | Passagiere (ca.) | Baujahr | Werft                                             | Reedereidienst bei Lauro/MSC          | Verbleib |
| --------------------------------------------- | ---- | -------------------- | ------- | ---------------- | ------- | ------------------------------------------------- | ------------------------------------- | --- |
| Angelina Lauro                                |      | 24.377 BRT           | ~370    | ~740             | 1939    | Nederlandse Scheepsbouw Maatschappij, Amsterdam   | 1964–1979                             | Am 30. März 1979 im Hafen von Saint Thomas ausgebrannt, am 24. September 1979 auf dem Weg zur Abwrackwerft gesunken.          |
| Achille Lauro                                 |      | 23.112 BRT           | ~400    | ~900             | 1947    | Koninklijke Maatschappij „De Schelde“, Vlissingen | 1965–1994                             | Am 2. Dezember 1994 nach Brand im Maschinenraum vor der Küste Somalias gesunken.                                              |
| Symphony                                      |      | 15.889 BRT           | ~360    | ~845             | 1951    | Swan, Hunter & Wigham Richardson, Newcastle       | 1995–2000                             | 2001 in Alang (Indien) abgewrackt. (Ehemals Provence, Enrico C., Enrico Costa)                                                |
| Monterey                                      |      | 20.046 BRT           | ~280    | ~661             | 1952    | Bethlehem Shipbuilding, Sparrow’s Point           | 1995–2006                             | 2006 in Alang (Indien) abgewrackt.                                                                                            |
| Rhapsody                                      |      | 17.095 BRZ           | ~400    | ~959             | 1977    | Burmeister & Wain, Kopenhagen                     | 1995–2009                             | Gebaut als Cunard Conquest. Ab 2009 als Golden Iris bei Mano Maritime. 2022 in Aliağa (Türkei) abgewrackt.                    |
| Italia Prima (Charter, nie als MSC betrieben) |      | 16.144 BRZ           | ~270    | ~556             | 1948    | Götaverken, Göteborg                              | (ca. 1999 gechartert, nie eingesetzt) | Bekannt als Stockholm, kollidierte 1956 mit der Andrea Doria. Zuletzt als Astoria in Fahrt. Liegt seit 2022 in Rotterdam auf. |
| Melody                                        |      | 35.143 BRZ           | 532     | ~1.550           | 1982    | CNIM, La Seyne-sur-Mer                            | 1997–2013                             | 2013 verkauft. 2019 als Qing in Alang (Indien) abgewrackt.                                                                    |

## Privatinsel
MSC Cruises betreibt in der Karibik eine Privatinsel auf den Bahamas, das Ocean Cay MSC Marine Reserve. Das Cay war bis in die 1970er Jahre ein Industriestandort für den Abbau von Aragonit-Sand. MSC hat die Insel umfassend saniert und in ein privates Touristenziel mit mehreren Stränden, gastronomischen Einrichtungen und Aktivitäten umgewandelt, das im Dezember 2019 eröffnet wurde. Ein Schwerpunkt liegt auf der Wiederherstellung der marinen Ökosysteme und dem Meeresschutz.